# Chicago Blaze (szachy)
Chicago Blaze – amerykański klub szachowy.

## Historia
Klub został założony pod koniec 2007 roku z inicjatywy Illinois Chess Association. W 2008 roku klub zadebiutował w USCL; w pierwszym sezonie reprezentowali go m.in. Dmitrij Gurewicz i Angelo Young. W inauguracyjnym sezonie klub nie awansował do fazy play-off, zajmując szóste miejsce w dywizji zachodniej. W 2009 roku zespół był piąty w dywizji zachodniej. W sezonie 2010 klub awansował do fazy play-off, gdzie odpadł w ćwierćfinale z Miami Sharks. W sezonie 2011 ponownie uzyskał awans do fazy play-off. W ćwierćfinale zespół z Chicago wygrał z Dallas Destiny, a w półfinale pokonał Los Angeles Vibe. W finale klub uległ New York Knights 1½:2½. W późniejszych latach nie występował już w rozgrywkach.

## Arcymistrzowie w historii klubu
Źródło: USCL
- Mesgen Amanow
- Joshua Friedel
- Dmitrij Gurewicz
- Jurij Szulman